# Ellsworth (hrabstwo Pierce)
Ellsworth – wieś w Stanach Zjednoczonych, w stanie Wisconsin, w hrabstwie Pierce.